# Euphyia curviviata
Euphyia curviviata är en fjärilsart som beskrevs av Paul Dognin 1914. Euphyia curviviata ingår i släktet Euphyia och familjen mätare. Inga underarter finns listade i Catalogue of Life.